# Kapel Ter Coutere

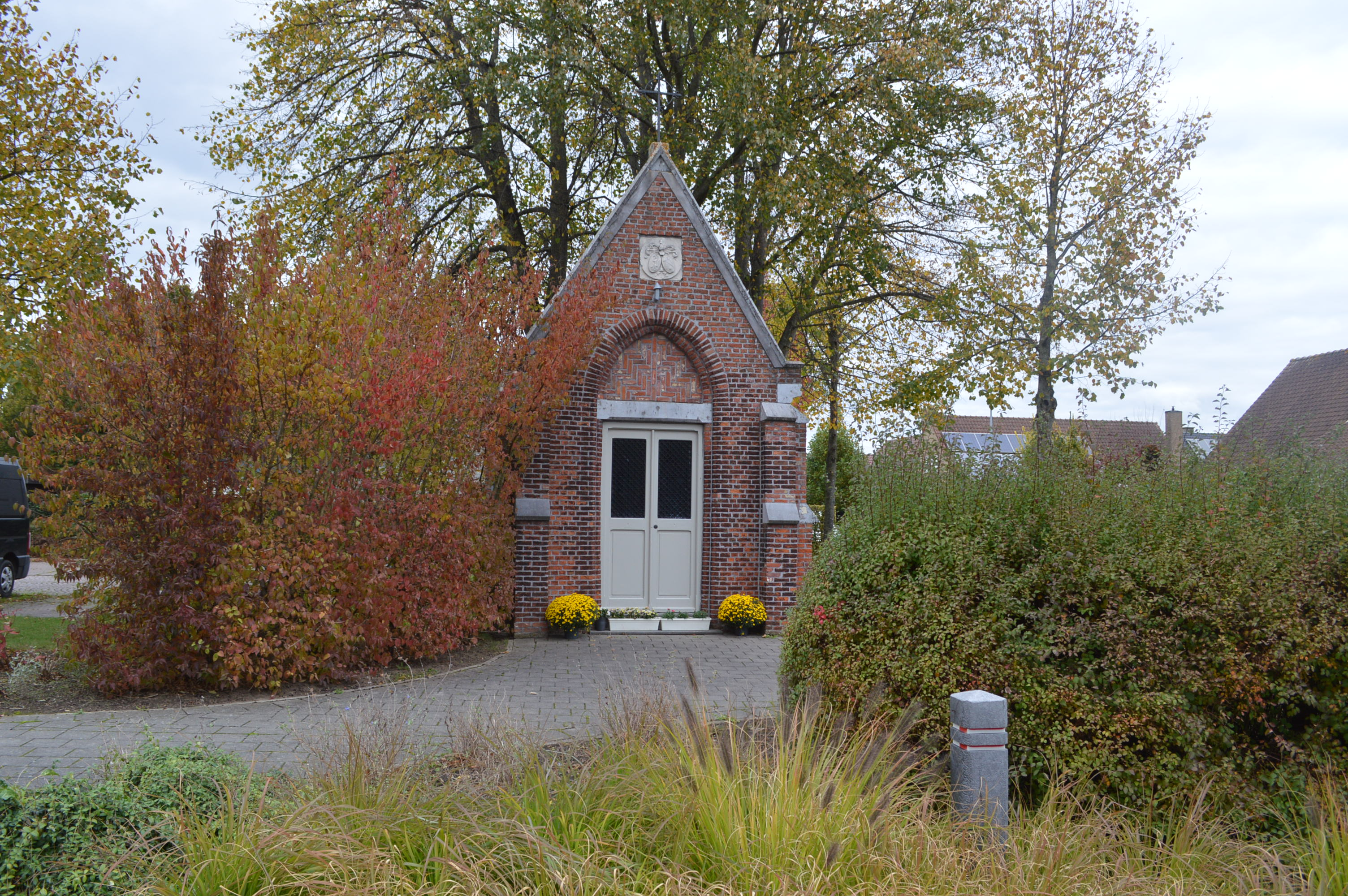
Kapel Ter Coutere

De Kapel Ter Coutere ook gekend als Brabanders kapel te Bavikhove was gebouwd in 1892 aan de dreef naar het hof Ter Coutere. De kapel werd gebouwd in de schaduw van de oude linde, waar eertijds het recht werd gesproken voor de heerlijkheid Ter Coutere.
Volgens de overlevering liet Adolf De Brabandere, bewoner van het hof Ter Coutere, deze kapel in 1892 bouwen ter ere van de Heilige Godelieve als dank voor de genezing van een dreigende oogkwaal. De Heilige Godelieve van Gistel werd in die tijd aanbeden voor oogziektes. In het huidige stratenplan staat de kapel op de samenloop van de straten Ter Coutere en Elfbunderen.
Momenteel is het een Maria-kapelletje. De kapel draagt het wapenschild van de vroegere eigenaar van het goed ter Coutere, namelijk de familie Van Caloen.

## De oude gerechtslinde

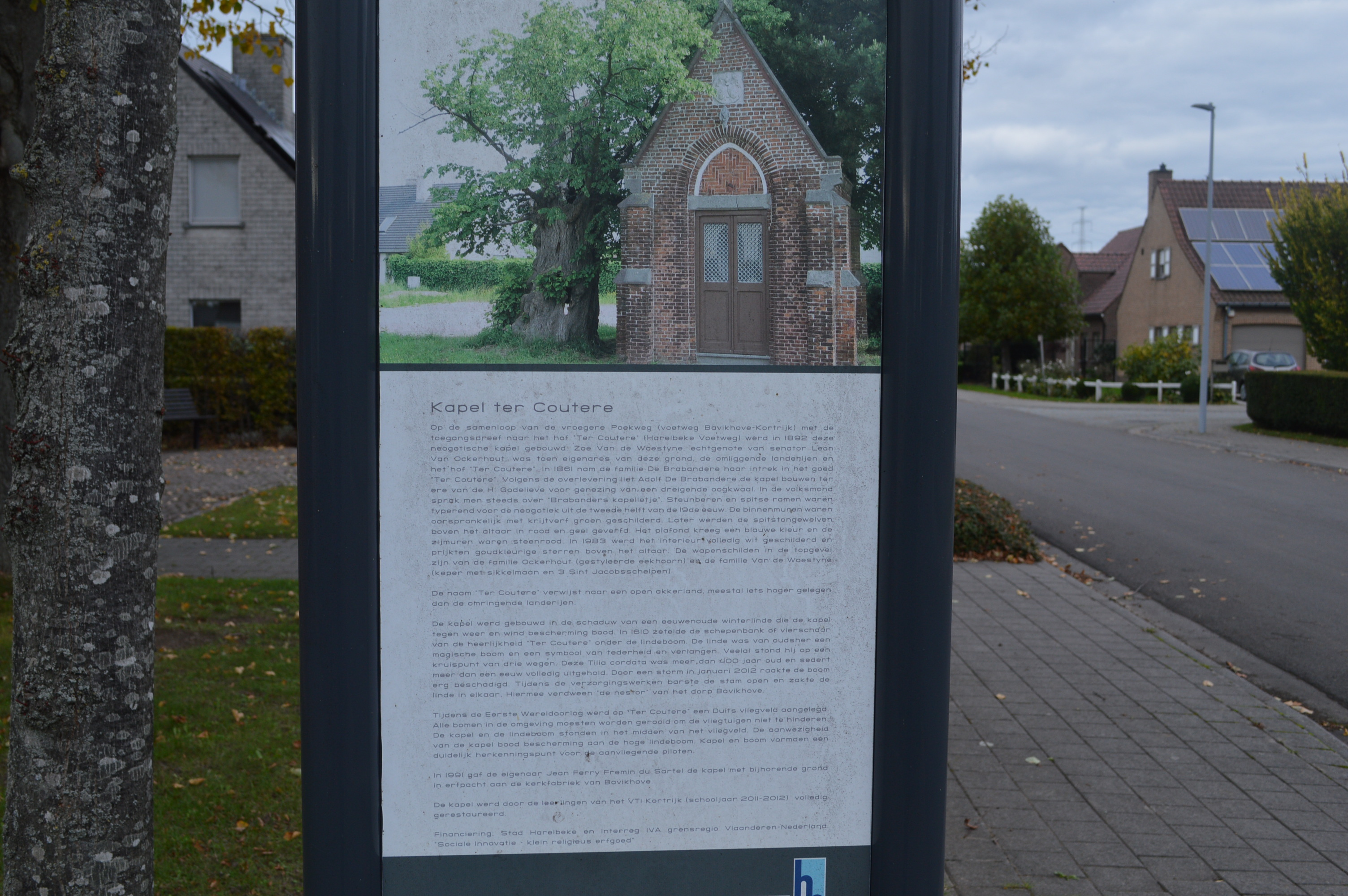
Meer informatie

Deze linde was meer dan 400 jaar oud, en was sinds 1610 de plek waar de vierschaar bijeen kwamen. De lindeboom werd opgenomen in het boek "Merkwaardige bomen van België". Tijdens de Eerste Wereldoorlog lag in 1917 op Ter Coutere een Duits vliegveld. Alle bomen in de omgeving moesten geruimd worden om plaats te maken voor de vliegtuigen. De kapel en de lindeboom stonden pal in het midden van het vliegveld, maar de aanwezigheid van de kleine kapel redde de hoge lindeboom van de bijl. De linde sneuvelde uiteindelijk na een storm in januari 2012 waar het erg beschadigd raakte. Na daaropvolgende verzorgingswerken barstte de stam open en zakte de linde in elkaar.
Met de financiële steun van het Europees project rond de bescherming van klein religieus erfgoed konden leerlingen van het VTI Kortrijk de kapel grondig restaureren. De kapel staat nu in de schaduw van 3 jonge lindebomen.